# دوغلاس كلاودستر
دوغلاس كلاودستر (بالإنجليزية: Douglas Cloudster)‏ طائرة ذات سطحين، أنتجت في الولايات المتحدة. كانت المنتج الوحيد لشركة ديفيس-دوغلاس. صممت وصنعت لتحقيق أول رحلة عبور للولايات المتحدة بدون توقف من الساحل إلى الساحل. كان أول طيران لها في 24 فبراير 1921. وانتهت خدمتها في عام 1926.

## تطوير
تم تأسيس شركة ديفيس-دوغلاس في يوليو 1920 لتمكين دونالد دوغلاس من تصميم وبناء طائرة قادرة على الطيران دون توقف من الساحل إلى الساحل في الولايات المتحدة. ديفيد آر. ديفيس وفر التمويل للشركة. وأنتجت الشركة طائرة كلاودستر، ذات السطحين وهيكل خشبي مغطى بنسيج باستثناء جسم الطائرة الأمامي، والذي غطي بصفائح معدنية. كانت الطائرة تعمل بواسطة محرك مكبسي من 12 أسطوانة وبقوة 400 حصان (298 كيلوواط).
طارت كلاودستر لأول مرة في 24 فبراير 1921، وحاولت في يونيو 1921 القيام برحلة من الساحل إلى الساحل. لكن الطائرة فشلت في تحقيق أول رحلة بدون توقف بسبب عطل في المحرك. في عام 1923، تم بيع كلاودستر، وتم تعديلها لتعمل على رحلات جوية لمشاهدة معالم المدينة بعد أن عدلت وزودت بمقصورتين ومقاعد للخمسة ركاب واستبدال أحد خزانات الوقود مفتوحة إضافية. في عام 1925 تم بيعها مرة أخرى على "كلود ريان"، والذي قام بتعديل أخر عن طريق إضافة مقصورة مغلقة بسعة عشرة مقاعد. وكانت تستخدم في وقت لاحق من قبل عدد من المشغلين قبل أن تهبط اضطراريا في المياه الضحلة قبالة سواحل إنسينادا، ولاية باخا کالیفورنيا في ديسمبر 1926. وتضررت بضرر غير قابل للإصلاح سببه المد قبل أن يتم انتشالها من البحر.
بعد فشل رحلة من الساحل إلى الساحل، وخسارة ديفيس، قام دونالد دوغلاس في يوليو 1921، بتشكيل شركة دوغلاس (في وقت لاحق شركة طائرات دوغلاس).